# Фокино (Калужская область)
Фо́кино — деревня в Износковском районе Калужской области Российской Федерации. Входит в состав сельского поселения «Село Шанский Завод». До упразднения уездно-губернского деления входило в состав  Гиреевской волости Медынского уезда .

## Этимология
Название происходит от календарного греческого имени «Фока», что переводится как «тюлень». Фока Синопский — раннехристианский святой

## География
Находится в пределах Смоленско-Московской возвышенности Русской равнины,  на северо-западе  области вблизи Смоленской области.
Расстояние до Калуги: 95 км. Расстояние до Москвы: 200 км. Расстояние до районного центра Износки: 15 км. Ближайшие населенные пункты: Бабино (0,5 км), Ивлево (3,2 км), Крюково (4 км). В деревне, из двух небольших озёр берёт своё начало речка Жеребцы, впадающая в реку Костижа.

## История

### XVIII век
1724 год: Деревня Фокино нанесена на карте Можайского уезда Делиля
1774 год: Деревня Фокино есть на карте Московской провинции Горихвостова в пределах Можайского уезда
1782 год: В составе Кузовской волости уже Медынского уезда деревней Фокино владеет графиня Екатерина Ивановна Шувалова(Костюрина), вдова графа Александра Ивановича Шувалова. Деревня стоит на левом берегу реки Гастажа[11] (от индо-европейского «gast» (гость, чужой) и «аж» — угро-финское окончание многих гидронимов).

### XIX век
1863 год: Согласно «Списку населённых мест Калужской губернии», Фокино — владельческая деревня 2-го стана Медынского уезда, по левую сторону тракта Медынь-Гжатск, на реке Изверь. В деревне 47 крестьянских дворов и 374 жителя.

### XX век
3 мая 1903 года открылись при сельских начальных училищах в Кременском, Фокине, Галкине Медынского уезда библиотеки имени Ф. Павленкова.
1905 год: Император Николай II издал Именной высочайший указ «Об укреплении начал веротерпимости». Указ разделил понятие «раскол», наказуемое в уголовном порядке, на старообрядчество, сектантство и последователей «изуверских» учений. С этого момента старообрядцы получили все гражданские права, в том числе иметь собственные общины, кладбища, церкви, молитвенные дома и священнослужителей.
1909 год: Летом этого года фокинские старообрядцы получили место под кладбище.
1911 год: В деревне Фокино зарегистрирована старообрядческая община. Её председателем стал крестьянин Иван Михайлович Малинин. Фокинским священником стал отец Пётр Петрович Сдобников, родившийся в 1879 году в деревне Курьяново Гжатского уезда.
Советская власть
1920-е годы: В приход местной Троицкой церкви (деревни: Бизяево, Ивлево, Гришино, Тиренино) насчитывал около 300 человек. Документов о строительстве и нахождении церкви не обнаружено
1923 год: 26 октября в Фокине по просьбам прихожан Троицкого храма приходит новый священник — отец Маркелл Григорьевич Крюков. Родился в 1871 или 1872 году, в деревне Острая Лука. Был крестьянином, зимой работал извозчиком в Москве.
1930 год: В январе отца Маркелла арестовали по обвинению в антисоветской агитации.
1932 год: Священником в Фокине становится крестьянин, отец Михаил Софонович Щеглов. Он родился в деревне Каурово Сычовского уезда Смоленской губернии.
1933 год: 26 апреля отец Михаил арестован и приговорён к трём годам северной ссылки. Больше сведений о нём нет. Тогда же в село вернулся после заключения отец Маркелл.
1937 год: Отец Маркелл повторно арестован и расстрелян 23 октября за антисоветскую агитацию. Фокинская церковь была закрыта и разорена. В том же году арестовали и фокинского дьякона Кузьму Ивановича Иванова. Его обвинили в сборе подписей в защиту отца Маркелла и участии в Медынском восстании 1918 года.
1938 год: 8 января 1938 года Кузьма Иванович Иванов был расстрелян.
Великая Отечественная война
20 января 1942 года, к исходу дня танковый отряд 194-й стрелковой дивизии достигает Фокина.
После освобождения Калужской области от немцев в Износковском районе колхозники Фокинского сельсовета построили 10 домов для колхозников Лысковского сельсовета.
Послевоенное время
1980-е годы: Все священнослужители Фокина были реабилитированы.

## Население
| 2002 | 2010 |
| ---- | ---- |
| 43   | ↘28  |

## Инфраструктура
Личное подсобное хозяйство с зоной сельскохозяйственного использования, индивидуальная застройка усадебного типа.

## Транспорт
Расположено по обе стороны автомобильной дороги общего пользования, межмуниципального значения 29 ОП МЗ 29Н-192 (Износки — Шанский завод — Михали)[3]